# Prêmio da Música Brasileira para Melhor Intérprete de Canção Popular
O Prêmio da Música Brasileira para Melhor Intérprete de Canção Popular é concedido anualmente desde 2023 pela tradicional premiação musical. A categoria "Intérprete" substituiu as categorias "Cantor" e "Cantora", permitindo a inclusão de pessoas não-binárias.  Essa categoria foi criada para tornar a premiação mais inclusiva e representativa.
Em 2024, foram introduzidas categorias voltadas para o gênero sertanejo, incluindo Melhor Intérprete de Sertanejo. Com isso, a categoria de Canção Popular passou por uma nova divisão.

## Vencedores e indicados

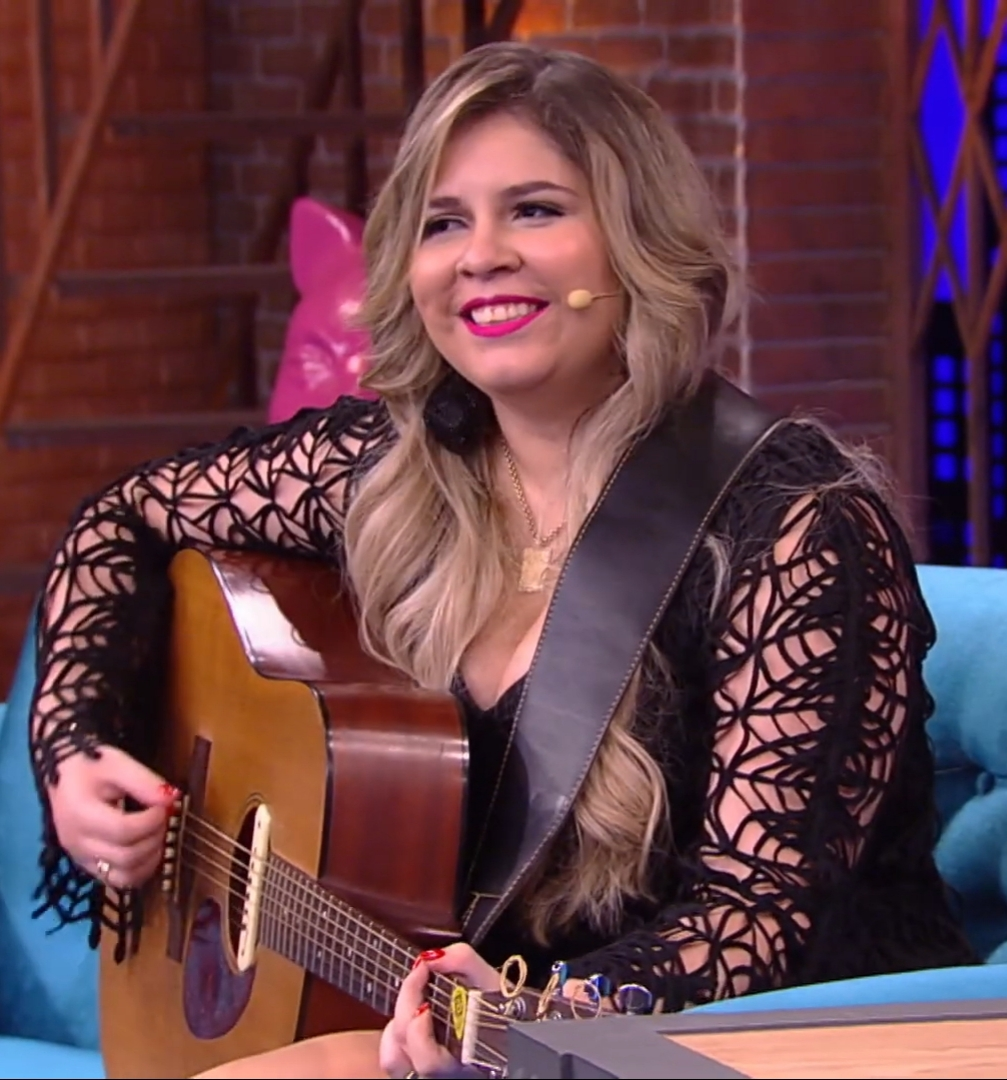
Vencedora inaugural, Marília Mendonça

| Ano  | Vencedor(a)      | Indicados                                                   | Ref.  |
| ---- | ---------------- | ----------------------------------------------------------- | ----- |
| 2023 | Marília Mendonça | - Duda Beat - Lucy Alves - Roberta Miranda - Roberto Carlos | [ 3 ] |
| 2024 | Gabriel Sater    | - Edson Cordeiro - Filipe Toca - João Gomes - Leo Santana   | [ 4 ] |